# Miguelitos
Les miguelitos de La Roda (selon l'appellation en castillan) sont des petits gâteaux traditionnels espagnols de la ville de La Roda (petite ville de la province d'Albacete, communauté autonome de Castille-La Manche en Espagne) fabriqués avec une fine pâte feuilletée et de la crème fouettée, le tout saupoudré de sucre. Durant la foire d'Albacete, on en vend des milliers sur le périmètre de la foire, habituellement accompagnés d'un café, d'une liqueur de miel ou de cidre.

## Histoire
Selon l'histoire populaire, Manuel Blanco López de Rodeo était le créateur de ce gâteau, dans les années 1960. L'histoire raconte que Manuel a offert le gâteau à l'un de ses meilleurs amis, Miguel Ramírez, plus connu sous le nom de Miguelito. Miguel a tellement aimé le gâteau qu'il est revenu en chercher d'autres et, lors d'une de ses visites, il a eu l'idée de demander à Manuel s'il avait pensé à un nom pour ce gâteau. À cette question, Manuel a répondu : « Eh bien, regarde, tout comme toi, Miguelito. »
La recette moderne, qui a finalement atteint la notoriété, a été créée par Roque Andrés Navarro, qui a été récompensé lors de la IIe Reconnaissance de l'excellence entrepreneuriale de cette ville dans la section Trayectoria empresarial (Trajectoire entrepreneuriale) grâce à son travail à la Confitería La Moderna.
Roque Andrés Navarro a appris de son père comment faire la pâte feuilletée et la crème. Le nom vient d'un artiste de La Roda, Miguel Ramírez, qui a revendiqué ce gâteau. Ils ont commencé à les appeler les gâteaux de Miguelito, qui étaient faits avec cette pâte feuilletée et de la crème. C'est de là que vient le nom miguelito. Les touristes s'arrêtent à La Roda, à Albacete, pour acheter des miguelitos. Mais les originaux se trouvent dans le village, à la Confitería La Moderna. 
De nos jours, ils sont très populaires dans la gastronomie espagnole, faisant de La Roda un lieu connu pour ses miguelitos. 

## Brevet
Bien que les miguelitos aient été créés dans les années 1960, ce n'est qu'en 2000 que l'Asociación de Productores de Miguelitos de La Roda (Association des producteurs de miguelitos de La Roda) a été créée et a demandé un brevet pour ces produits. Malgré cela, ce n'est qu'en 2015 que le ministère de l'Industrie, de l'Énergie et du Tourisme leur a accordé le titre d'enregistrement de la marque.

## Variantes
Après des années de préparation de ce gâteau, de nouvelles variantes ont vu le jour, comme celles au chocolat, au chocolat blanc, le trempé et celui dit centenaire (centenario). Ces nouvelles variétés de miguelitos sont très populaires auprès du public, mais elles n'ont pas réussi à laisser derrière elles les miguelitos traditionnels et originaux.
Il existe également les miniguelitos, plus petits, et les miguelitos bombón, qui sont également petits et recouverts de chocolat.